# Seksualno zlostavljanje u zatvorima
Seksualno zlostavljanje u zatvorima ili „politike zatvorskog dvorišta” je određena vrsta neprilagođenog ponašanja, i poseban društveni fenomen, koji nastaje zbog činjenice da mnogi zatvorenici/zatvorenice, u višegodišnjem nedostatku partnera suprotnog pola, mogu stupiti u seksualne kontakte jedan/jedna sa drugim. Takve osobe su uglavnom homoseksualne po akciji, a heteroseksualne po nagonu.
I dok se fizičko nasilje ne smatra neuobičajenom pojavom u zatvorima, posebno važan aspekt predstavlja pojava seksualnog nasilja. Ovaj fenomen koji pogađa i muškarce i žene lišene slobode nosi tako praktično multiplikovana opterećenja, kako u pogledu identifikacije i posledica koje ostavlja na žrtve tako i u prevenciji.   Ovaj problem je dodatno opterećen činjenicom da je osuđenička populacija višestruko identifikovana kao visokoprevalentna u pogledu seksualno transmisivnih bolesti, pa se u tom smislu problem seksualnog zlostavljanja u zatvorskom okruženju mora posmatrati i kao važan zdravstveno-epidemiološki fenomen koji zahteva adekvatnu društvenu reakciju.

## Opšta razmatranja
Faktori koji utiču na pojavu seksualnog nasilja u zatvorima mogu se razvrstati u nekoliko grupa:
- Zatvor predstavlja specifičnu, izolovanu sredinu istopolnih lica, koja u tom smislu čini deprivirajući okvir koji onemogućava heteroseksualnu aktivnost.
- Gubitak svake privatnosti (nužnosti deljenja tuševa, toaleta i prostora za spavanje).
- Pojava devijantna seksualnost, kao pojava koju tolerišu druga osuđena lica, ali i uprava zatvora, kao nužnost koju je nemoguće eliminisati.
- Višak slobodnog vremena, nedostatak organizacije rada, rekreacije i programa tretmana što ostavlja previše prostora za psihopatske manifestacije.
- Postojanje specifična zatvorska subkultura u kojoj je minorizovan uticaj prosocijalnih normi šireg društva.
- Preopterećenosti smeštajnih kapaciteta, što često utiče da na to da se ne mogu primeti odgovarajuće preventivne strategija, poput prilagođene kategorizacije i separacije seksualnih nasilnika, homoseksualaca i posebno vulnerabilnih osuđenika.[4][5][6][7]

## Razlike između istopolnog i homoseksualnog ponašanja u zatvoru
Unutar zatvora, oblici istopolnog ponašanja se razlikuju od homoseksualnog koja se javlja van zatvora, po tome:
...što su mladići/devojke u zatvoru ranjivi na homoseksualna silovanja i dominaciju starijih zatvorenika ili zatvorenica koji su moćniji u zatvorskoj društvenoj hijerarajhiji. Mladići koji su fizički slabiji, feminizirani, ili gejevi su u najvišem riziku da budu žrtve seksualnog zlostavljanja. Takvo ponašanje u biti nije povezano sa homoseksualnošću i treba ga shvatiti kao poseban društveni fenomen koji se javlja zbog nedostatka heteroseksualnih partnera i nesputane moći i „politike zatvorskog dvorišta”.

Prema navodima Novlesa homoseksualcem u zatvoru određuje dualitet pentrativno-receptivnog odnosa i kaže:
Seksualni odnosi u zatvorskim uslovima predstavljaju se kao tranzitorni, ekskluzivno fizički, neemocionalni, a u funkciji obezbeđivanja moći i statusa. Postojanje ljubavi i nenasilnih seksualnih odnosa u širem smislu zatvorska kultura ne odobrava. Posmatrano u dualitetu pentrativno-receptivnog odnosa, homoseksualcem se otuda naziva samo ono lice koje ima podređeni položaj.

## Razlike između muškaraca i žena u zatvoru
Lišavanje kontakta sa pripadnicima suprotnog pola, naravno i za žene i muškarce, znači i odgovarajuće lišavanje heteroseksualne ljubavi. Uprkos velikom i  stvarnom seksualnom kontaktu, kod muškarca u zatvorima ima malo homoseksualnih ljubavi, a više slučajeva silovanja i prisiljavanje na seks, koje u zatvoru nije samo toliko važno u zadovoljavanju seksualnih potreba, već u ponižavanju žrtve i uspostavljanju kontrole nad njom. Dok izgleda da žene tome više preferiraju jer su više sklone prema fizičkom seksu, nego prema seksualnom nasilju.
Podaci iz istraživanja pokazuju da će ženski zatvorenici slati ljubavne poruke jednim i drugima bez ikakve namera da se uključe u otvoreno seksualno ponašanje.
Lišavanje trajne interpersonalne podrške od porodice i prijatelja je mnogo štetnije za žene nego za muškarce. 
Obe subkulture rešavaju problem stvaranjem zamenskih rodnih uloga u zatvorima. Crno tržište i podzemne ekonomije postoje u obe zatvorske subkulture. Međutim, muški zatvori često imaju razrađene sisteme koji čine žene zatvorenike da u toj sferi izgledaju primitivnije. 
I zatvorenici muškaraci i žene pokazuju protivljenje zatvorskom osoblju za seksualne odnose, srazmerno njihovom kriminalnom miljeu i iskustvu sa lišavanjem slobode.